# لويس غالافردن
لويس غالافردن (بالفرنسية: Louis Gallavardin)‏‏ (20 أغسطس 1875 في ليون - 2 ديسمبر 1957 في ليون) طبيب قلب فرنسي، سُميت ظاهرة غالافردن نسبةً إليه.